# Alix Plomteux
Alix Plomteux (Quebec, 10 de agosto de 2000) es un deportista canadiense que compite en piragüismo en la modalidad de aguas tranquilas. En los Juegos Panamericanos de 2023 obtuvo una medalla de oro en la prueba de C2 500 m.

## Palmarés internacional
| Juegos Panamericanos | Juegos Panamericanos | Juegos Panamericanos | Juegos Panamericanos |
| Año                  | Lugar                | Medalla              | Competición          |
| -------------------- | -------------------- | -------------------- | -------------------- |
| 2023                 | Santiago (Chile)     | Medalla de oro       | C2 500 m             |